# Horse Guards Parade
Horse Guards Parade ist ein großer Paradeplatz in London in der Nähe der Straße Whitehall.

## Geschichte
Der Platz ist nach Westen hin offen, dort grenzt der St. James’s Park an. Die anderen drei Seiten werden von Gebäuden begrenzt. An der Nordseite befindet sich das Old Admiralty Building und die Zitadelle der Admiralität, an der Ostseite Horse Guards, das frühere Hauptquartier der britischen Armee, jetzt Hauptquartier der Household Division. Nach Süden hin grenzen die Schatzkanzlei (HM Treasury) und der rückwärtige Teil von 10 Downing Street, des Amtssitzes des Premierministers des Vereinigten Königreichs, an.
Ursprünglich war die Fläche zum Palace of Whitehall zugehörig. Bereits seit dem 17. Jahrhundert wird der Platz jedoch schwerpunktmäßig für Paraden, Heerschauen und andere Zeremonien genutzt. Alljährlich am offiziellen Geburtstag des Monarchen Mitte Juni findet auf Horse Guards Parade Trooping the Colour statt; auch für andere Veranstaltungen mit militärischem Zeremoniell, wie Beating Retreat, wird er genutzt.
In der zweiten Hälfte des 20. Jahrhunderts wurde der Platz lange als Kfz-Abstellplatz für Bedienstete der umliegenden Ministerien genutzt. Im Zuge der Verschärfung der Sicherheitsmaßnahmen wurde diese Nutzung beendet, nachdem die IRA aus einem in der Nähe geparkten Fahrzeug mit einem Mörser den Amtssitz des Premierministers angegriffen hatte.
Auf dem mit Kieseln belegten Platz befinden sich mehrere Denkmäler, unter anderem für die britischen Feldmarschälle Herbert Kitchener, 1. Earl Kitchener, und Frederick Roberts, 1. Earl Roberts.
1999 gab Mike Oldfield auf dem Horse Guards Parade das Premierenkonzert für sein Album namens Tubular Bells III.
Während der Olympischen Sommerspiele 2012 fanden auf dem Horse Guards Parade die Beachvolleyballwettbewerbe statt. Dafür wurde ein temporäres Stadion für 15.000 Zuschauer errichtet. Gut zwei Jahre später wurde hier im August 2014 erstmals eine Etappe der Springreit-Turnierserie Global Champions Tour ausgetragen, wofür ebenfalls ein temporäres Stadion errichtet wurde.